# Alphabetische Liste der Asteroiden/C
| Alphabetische Liste der Asteroiden – C |                          |
| Nummer und Name                        | Gruppe / Typ             |
| (24044) Caballo                        | Hauptgürtel              |
| (31431) Cabibbo                        | Hauptgürtel              |
| (7317) Cabot                           | Hauptgürtel              |
| (2997) Cabrera                         | Hauptgürtel              |
| (320880) Cabu                          | Hauptgürtel              |
| (39335) Caccin                         | Hauptgürtel              |
| (9934) Caccioppoli                     | Hauptgürtel              |
| (161989) Cacus                         | Apollo-Typ               |
| (31482) Caddell                        | Hauptgürtel              |
| (200020) Cadi Ayyad                    | Hauptgürtel              |
| (7092) Cadmus                          | Apollo-Typ               |
| (297) Caecilia                         | Hauptgürtel              |
| (57424) Caelumnoctu                    | Hauptgürtel              |
| (18458) Caesar                         | Hauptgürtel              |
| (6377) Cagney                          | Hauptgürtel              |
| (11112) Cagnoli                        | Hauptgürtel              |
| (21410) Cahill                         | Hauptgürtel              |
| (952) Caia                             | Hauptgürtel              |
| (13219) Cailletet                      | Hauptgürtel              |
| (207681) Caiqiao                       | Hauptgürtel              |
| (25456) Caitlinmann                    | Hauptgürtel              |
| (12359) Cajigal                        | Hauptgürtel              |
| (218636) Calabria                      | Hauptgürtel              |
| (8967) Calandra                        | Hauptgürtel              |
| (8269) Calandrelli                     | Hauptgürtel              |
| (189202) Calar Alto                    | Hauptgürtel              |
| (13126) Calbuco                        | Hauptgürtel              |
| (199194) Calcatreppola                 | Hauptgürtel              |
| (2926) Caldeira                        | Hauptgürtel              |
| (72804) Caldentey                      | Hauptgürtel              |
| (9478) Caldeyro                        | Hauptgürtel              |
| (28716) Calebgonser                    | Hauptgürtel              |
| (25024) Calebmcgraw                    | Hauptgürtel              |
| (12341) Calevoet                       | Hauptgürtel              |
| (10803) Caléyo                         | Hauptgürtel              |
| (96192) Calgary                        | Hauptgürtel              |
| (341) California                       | Hauptgürtel              |
| (42365) Caligiuri                      | Hauptgürtel              |
| (3833) Calingasta                      | Marsbahnkreuzer          |
| (19738) Calinger                       | Hauptgürtel              |
| (4742) Caliumi                         | Hauptgürtel              |
| (19741) Callahan                       | Hauptgürtel              |
| (22613) Callander                      | Hauptgürtel              |
| (136803) Calliemorgan                  | Hauptgürtel              |
| (12154) Callimachus                    | Hauptgürtel              |
| (470600) Calogero                      | Hauptgürtel              |
| (2542) Calpurnia                       | Hauptgürtel              |
| (2906) Caltech                         | Hauptgürtel              |
| (1245) Calvinia                        | Hauptgürtel              |
| (31276) Calvinrieder                   | Hauptgürtel              |
| (26740) Camacho                        | Hauptgürtel              |
| (5653) Camarillo                       | Amor-Typ                 |
| (23779) Cambier                        | Hauptgürtel              |
| (2531) Cambridge                       | Hauptgürtel              |
| (27465) Cambroziak                     | Hauptgürtel              |
| (21921) Camdenmiller                   | Hauptgürtel              |
| (11896) Camelbeeck                     | Hauptgürtel              |
| (957) Camelia                          | Hauptgürtel              |
| (9500) Camelot                         | Hauptgürtel              |
| (30000) Camenzind                      | Hauptgürtel              |
| (2980) Cameron                         | Hauptgürtel              |
| (129988) Camerondickinson              | Hauptgürtel              |
| (28723) Cameronjones                   | Hauptgürtel              |
| (21438) Camibarnett                    | Hauptgürtel              |
| (17959) Camierickson                   | Hauptgürtel              |
| (107) Camilla                          | Hauptgürtel              |
| (25593) Camillejordan                  | Hauptgürtel              |
| (28048) Camilleyoke                    | Hauptgürtel              |
| (3752) Camillo                         | Apollo-Typ               |
| (11371) Camley                         | Hauptgürtel              |
| (5160) Camoes                          | Hauptgürtel              |
| (16879) Campai                         | Hauptgürtel              |
| (377) Campania                         | Hauptgürtel              |
| (1077) Campanula                       | Hauptgürtel              |
| (2751) Campbell                        | Hauptgürtel              |
| (10075) Campeche                       | Hauptgürtel              |
| (8776) Campestris                      | Hauptgürtel              |
| (3327) Campins                         | Hauptgürtel              |
| (13722) Campobagatin                   | Hauptgürtel              |
| (12696) Camus                          | Hauptgürtel              |
| (8123) Canaletto                       | Hauptgürtel              |
| (5842) Cancelli                        | Hauptgürtel              |
| (4899) Candace                         | Hauptgürtel              |
| (9010) Candelo                         | Hauptgürtel              |
| (332530) Canders                       | Hauptgürtel              |
| (3015) Candy                           | Hauptgürtel              |
| (17305) Caniff                         | Hauptgürtel              |
| (24409) Caninquinn                     | Hauptgürtel              |
| (33402) Canizares                      | Hauptgürtel              |
| (176711) Canmore                       | Hauptgürtel              |
| (22512) Cannat                         | Hauptgürtel              |
| (1120) Cannonia                        | Hauptgürtel              |
| (22183) Canonlau                       | Hauptgürtel              |
| (6256) Canova                          | Hauptgürtel              |
| (740) Cantabia                         | Hauptgürtel              |
| (34718) Cantagalli                     | Hauptgürtel              |
| (3563) Canterbury                      | Hauptgürtel              |
| (16246) Cantor                         | Hauptgürtel              |
| (17836) Canup                          | Hauptgürtel              |
| (78249) Capaccioni                     | Hauptgürtel              |
| (14097) Capdepera                      | Hauptgürtel              |
| (231486) Capefearrock                  | Hauptgürtel              |
| (1931) Čapek                           | Hauptgürtel              |
| (11696) Capen                          | Hauptgürtel              |
| (25907) Capodilupo                     | Hauptgürtel              |
| (15249) Capodimonte                    | Hauptgürtel              |
| (55428) Cappellaro                     | Hauptgürtel              |
| (28860) Cappelletto                    | Hauptgürtel              |
| (49777) Cappi                          | Hauptgürtel              |
| (10928) Caprara                        | Hauptgürtel              |
| (479) Caprera                          | Hauptgürtel              |
| (189004) Capys                         | Jupiter-Trojaner         |
| (11083) Caracas                        | Hauptgürtel              |
| (15553) Carachang                      | Hauptgürtel              |
| (12557) Caracol                        | Hauptgürtel              |
| (14571) Caralexander                   | Hauptgürtel              |
| (11174) Carandrews                     | Hauptgürtel              |
| (33200) Carasummit                     | Hauptgürtel              |
| (12148) Caravaggio                     | Hauptgürtel              |
| (18505) Caravelli                      | Hauptgürtel              |
| (11373) Carbonaro                      | Hauptgürtel              |
| (8262) Carcich                         | Hauptgürtel              |
| (11437) Cardalda                       | Hauptgürtel              |
| (11421) Cardano                        | Hauptgürtel              |
| (110416) Cardille                      | Hauptgürtel              |
| (325973) Cardinal                      | Hauptgürtel              |
| (180643) Cardoen                       | Hauptgürtel              |
| (30167) Caredmonds                     | Hauptgürtel              |
| (1391) Carelia                         | Hauptgürtel              |
| (3578) Carestia                        | Hauptgürtel              |
| (128602) Careyparish                   | Hauptgürtel              |
| (22692) Carfrekahl                     | Hauptgürtel              |
| (27466) Cargibaysal                    | Hauptgürtel              |
| (7680) Cari                            | Hauptgürtel              |
| (491) Carina                           | Hauptgürtel              |
| (133756) Carinajohnson                 | Hauptgürtel              |
| (78816) Caripito                       | Hauptgürtel              |
| (1470) Carla                           | Hauptgürtel              |
| (65785) Carlafracci                    | Hauptgürtel              |
| (25403) Carlapiazza                    | Hauptgürtel              |
| (132661) Carlbaeker                    | Hauptgürtel              |
| (5046) Carletonmoore                   | Hauptgürtel              |
| (4121) Carlin                          | Hauptgürtel              |
| (4362) Carlisle                        | Hauptgürtel              |
| (117715) Carlkirby                     | Hauptgürtel              |
| (39566) Carllewis                      | Hauptgürtel              |
| (10095) Carlloewe                      | Hauptgürtel              |
| (5598) Carlmurray                      | Hauptgürtel              |
| (6058) Carlnielsen                     | Hauptgürtel              |
| (78535) Carloconti                     | Hauptgürtel              |
| (12339) Carloo                         | Hauptgürtel              |
| (202819) Carlosánchez                  | Hauptgürtel              |
| (43722) Carloseduardo                  | Hauptgürtel              |
| (100050) Carloshernandez               | Hauptgürtel              |
| (2858) Carlosporter                    | Hauptgürtel              |
| (1769) Carlostorres                    | Hauptgürtel              |
| (360) Carlova                          | Hauptgürtel              |
| (7911) Carlpilcher                     | Hauptgürtel              |
| (17184) Carlrogers                     | Hauptgürtel              |
| (5890) Carlsberg                       | Hauptgürtel              |
| (12356) Carlscheele                    | Hauptgürtel              |
| (21647) Carlturner                     | Hauptgürtel              |
| (3294) Carlvesely                      | Hauptgürtel              |
| (26074) Carlwirtz                      | Marsbahnkreuzer          |
| (31972) Carlycrump                     | Hauptgürtel              |
| (167971) Carlyhowett                   | Hauptgürtel              |
| (20632) Carlyrosser                    | Hauptgürtel              |
| (16106) Carmagnola                     | Hauptgürtel              |
| (26255) Carmarques                     | Hauptgürtel              |
| (48416) Carmelita                      | Hauptgürtel              |
| (3929) Carmelmaria                     | Hauptgürtel              |
| (558) Carmen                           | Hauptgürtel              |
| (315577) Carmenchu                     | Hauptgürtel              |
| (73539) Carmenperrella                 | Hauptgürtel              |
| (6605) Carmontelle                     | Hauptgürtel              |
| (224592) Carnac                        | Hauptgürtel              |
| (671) Carnegia                         | Hauptgürtel              |
| (39653) Carnera                        | Hauptgürtel              |
| (12289) Carnot                         | Hauptgürtel              |
| (11690) Carodulaney                    | Hauptgürtel              |
| (2214) Carol                           | Hauptgürtel              |
| (10974) Carolalbert                    | Hauptgürtel              |
| (8078) Carolejordan                    | Hauptgürtel              |
| (246345) Carolharris                   | Hauptgürtel              |
| (16078) Carolhersh                     | Hauptgürtel              |
| (5531) Carolientje                     | Hauptgürtel              |
| (235) Carolina                         | Hauptgürtel              |
| (12239) Carolinakou                    | Hauptgürtel              |
| (172526) Carolinegarcia                | Hauptgürtel              |
| (25822) Carolinejune                   | Hauptgürtel              |
| (21549) Carolinelang                   | Hauptgürtel              |
| (12074) Carolinelau                    | Hauptgürtel              |
| (28738) Carolinolan                    | Hauptgürtel              |
| (431397) Carolinregina                 | Hauptgürtel              |
| (31092) Carolowilhelmina               | Hauptgürtel              |
| (157421) Carolpercy                    | Hauptgürtel              |
| (10724) Carolraymond                   | Hauptgürtel              |
| (23013) Carolsmyth                     | Hauptgürtel              |
| (22947) Carolsuh                       | Hauptgürtel              |
| (19821) Caroltolin                     | Hauptgürtel              |
| (16951) Carolus Quartus                | Hauptgürtel              |
| (4446) Carolyn                         | Hauptgürtel              |
| (9171) Carolyndiane                    | Hauptgürtel              |
| (27438) Carolynjons                    | Hauptgürtel              |
| (26397) Carolynsinow                   | Hauptgürtel              |
| (21583) Caropietsch                    | Hauptgürtel              |
| (128166) Carora                        | Hauptgürtel              |
| (30353) Carothers                      | Hauptgürtel              |
| (44711) Carp                           | Hauptgürtel              |
| (318682) Carpaccio                     | Hauptgürtel              |
| (1852) Carpenter                       | Hauptgürtel              |
| (66207) Carpi                          | Hauptgürtel              |
| (8106) Carpino                         | Hauptgürtel              |
| (3837) Carr                            | Hauptgürtel              |
| (31919) Carragher                      | Hauptgürtel              |
| (214928) Carrara                       | Hauptgürtel              |
| (4171) Carrasco                        | Hauptgürtel              |
| (3050) Carrera                         | Hauptgürtel              |
| (7324) Carret                          | Hauptgürtel              |
| (31737) Carriecoombs                   | Hauptgürtel              |
| (28081) Carriehudson                   | Hauptgürtel              |
| (18788) Carriemiller                   | Hauptgürtel              |
| (6534) Carriepeterson                  | Hauptgürtel              |
| (21746) Carrieshaw                     | Hauptgürtel              |
| (175365) Carsac                        | Hauptgürtel              |
| (13333) Carsenty                       | Hauptgürtel              |
| (6572) Carson                          | Hauptgürtel              |
| (17917) Cartan                         | Hauptgürtel              |
| (10683) Carter                         | Hauptgürtel              |
| (30201) Caruana                        | Hauptgürtel              |
| (4700) Carusi                          | Hauptgürtel              |
| (7042) Carver                          | Hauptgürtel              |
| (9342) Carygrant                       | Hauptgürtel              |
| (32424) Caryjames                      | Hauptgürtel              |
| (100308) CAS                           | Hauptgürtel              |
| (42776) Casablanca                     | Hauptgürtel              |
| (4814) Casacci                         | Hauptgürtel              |
| (7356) Casagrande                      | Hauptgürtel              |
| (39549) Casals                         | Hauptgürtel              |
| (7328) Casanova                        | Hauptgürtel              |
| (6364) Casarini                        | Hauptgürtel              |
| (168358) Casca                         | Hauptgürtel              |
| (21504) Caseyfreeman                   | Hauptgürtel              |
| (18681) Caseylipp                      | Hauptgürtel              |
| (12226) Caseylisse                     | Hauptgürtel              |
| (21700) Caseynicole                    | Hauptgürtel              |
| (18564) Caseyo                         | Hauptgürtel              |
| (16021) Caseyvaughn                    | Hauptgürtel              |
| (32562) Caseywarner                    | Hauptgürtel              |
| (26986) Čáslavská                      | Hauptgürtel              |
| (5387) Casleo                          | Hauptgürtel              |
| (3956) Caspar                          | Hauptgürtel              |
| (9474) Cassadrury                      | Hauptgürtel              |
| (6936) Cassatt                         | Hauptgürtel              |
| (32073) Cassidyryan                    | Hauptgürtel              |
| (3382) Cassidy                         | Hauptgürtel              |
| (24101) Cassini                        | Hauptgürtel              |
| (1683) Castafiore                      | Hauptgürtel              |
| (17041) Castagna                       | Hauptgürtel              |
| (4769) Castalia                        | Apollo-Typ               |
| (142755) Castander                     | Hauptgürtel              |
| (5802) Casteldelpiano                  | Hauptgürtel              |
| (283057) Casteldipiazza                | Hauptgürtel              |
| (78661) Castelfranco                   | Hauptgürtel              |
| (9956) Castellaz                       | Hauptgürtel              |
| (72037) Castelldefels                  | Hauptgürtel              |
| (9630) Castellion                      | Hauptgürtel              |
| (88146) Castello                       | Hauptgürtel              |
| (210245) Castets                       | Hauptgürtel              |
| (15594) Castillo                       | Hauptgürtel              |
| (400193) Castion                       | Hauptgürtel              |
| (7132) Casulli                         | Hauptgürtel              |
| (13178) Catalan                        | Hauptgürtel              |
| (83360) Catalina                       | Hauptgürtel              |
| (13868) Catalonia                      | Hauptgürtel              |
| (11413) Catanach                       | Hauptgürtel              |
| (269245) Catastini                     | Hauptgürtel              |
| (9922) Catcheller                      | Hauptgürtel              |
| (28169) Cathconte                      | Hauptgürtel              |
| (215016) Catherinegriffin              | Hauptgürtel              |
| (129980) Catherinejohnson              | Hauptgürtel              |
| (30259) Catherineli                    | Hauptgürtel              |
| (32264) Cathjesslai                    | Hauptgürtel              |
| (23867) Cathsoto                       | Hauptgürtel              |
| (6493) Cathybennett                    | Hauptgürtel              |
| (22143) Cathyfowler                    | Hauptgürtel              |
| (28640) Cathywong                      | Hauptgürtel              |
| (129773) Catmerrill                    | Hauptgürtel              |
| (129071) Catriegle                     | Hauptgürtel              |
| (1116) Catriona                        | Hauptgürtel              |
| (11965) Catullus                       | Hauptgürtel              |
| (1344) Caubeta                         | Hauptgürtel              |
| (16249) Cauchy                         | Hauptgürtel              |
| (31483) Caulfield                      | Hauptgürtel              |
| (1974) Caupolican                      | Hauptgürtel              |
| (8687) Caussols                        | Hauptgürtel              |
| (505) Cava                             | Hauptgürtel              |
| (9811) Cavadore                        | Hauptgürtel              |
| (10149) Cavagna                        | Hauptgürtel              |
| (5184) Cavaillé-Coll                   | Hauptgürtel              |
| (9392) Cavaillon                       | Hauptgürtel              |
| (18059) Cavalieri                      | Hauptgürtel              |
| (8945) Cavaradossi                     | Hauptgürtel              |
| (11073) Cavell                         | Hauptgürtel              |
| (12727) Cavendish                      | Hauptgürtel              |
| (10591) Caverni                        | Hauptgürtel              |
| (13145) Cavezzo                        | Hauptgürtel              |
| (16755) Cayley                         | Hauptgürtel              |
| (23192) Caysvesterby                   | Hauptgürtel              |
| (24354) Caz                            | Hauptgürtel              |
| (15000) CCD                            | Hauptgürtel              |
| (3305) Ceadams                         | Hauptgürtel              |
| (2363) Cebriones                       | Jupiter-Trojaner         |
| (10931) Ceccano                        | Hauptgürtel              |
| (13798) Cecchini                       | Hauptgürtel              |
| (27900) Cecconi                        | Hauptgürtel              |
| (7739) Čech                            | Hauptgürtel              |
| (4058) Cecilgreen                      | Hauptgürtel              |
| (8261) Ceciliejulie                    | Hauptgürtel              |
| (8657) Cedrus                          | Hauptgürtel              |
| (27618) Ceilierin                      | Hauptgürtel              |
| (25706) Cekoscielski                   | Hauptgürtel              |
| (8856) Celastrus                       | Hauptgürtel              |
| (20572) Celemorrow                     | Hauptgürtel              |
| (6697) Celentano                       | Hauptgürtel              |
| (17503) Celestechild                   | Hauptgürtel              |
| (1252) Celestia                        | Hauptgürtel              |
| (5212) Celiacruz                       | Hauptgürtel              |
| (158657) Celian                        | Hauptgürtel              |
| (23284) Celik                          | Hauptgürtel              |
| (20479) Celisaucier                    | Hauptgürtel              |
| (12618) Cellarius                      | Hauptgürtel              |
| (3782) Celle                           | Hauptgürtel              |
| (117539) Celletti                      | Hauptgürtel              |
| (26578) Cellinekim                     | Hauptgürtel              |
| (3857) Cellino                         | Hauptgürtel              |
| (85511) Celnik                         | Hauptgürtel              |
| (4169) Celsius                         | Hauptgürtel              |
| (8411) Celso                           | Hauptgürtel              |
| (186) Celuta                           | Hauptgürtel              |
| (13223) Cenaceneri                     | Hauptgürtel              |
| (1240) Centenaria                      | Hauptgürtel              |
| (513) Centesima                        | Hauptgürtel              |
| (32596) Čepek                          | Hauptgürtel              |
| (2198) Ceplecha                        | Hauptgürtel              |
| (133528) Ceragioli                     | Hauptgürtel              |
| (807) Ceraskia                         | Hauptgürtel              |
| (1865) Cerberus                        | Apollo-Typ               |
| (8857) Cercidiphyllum                  | Hauptgürtel              |
| (484613) Cerebrito                     | Hauptgürtel              |
| (1) Ceres                              | Hauptgürtel              |
| (2252) CERGA                           | Hauptgürtel              |
| (15332) CERN                           | Hauptgürtel              |
| (12790) Cernan                         | Hauptgürtel              |
| (138979) Černice                       | Hauptgürtel              |
| (26195) Černohlávek                    | Hauptgürtel              |
| (5268) Černohorský                     | Hauptgürtel              |
| (6802) Černovice                       | Hauptgürtel              |
| (43881) Cerreto                        | Hauptgürtel              |
| (31028) Cerulli                        | Hauptgürtel              |
| (79144) Cervantes                      | Hauptgürtel              |
| (32911) Cervara                        | Hauptgürtel              |
| (26897) Červená                        | Hauptgürtel              |
| (100049) Césarann                      | Hauptgürtel              |
| (13992) Cesarebarbieri                 | Hauptgürtel              |
| (57879) Cesarechiosi                   | Hauptgürtel              |
| (70210) Cesarelombardi                 | Hauptgürtel              |
| (304813) Cesarina                      | Hauptgürtel              |
| (161278) Cesarmendoza                  | Hauptgürtel              |
| (18498) Cesaro                         | Hauptgürtel              |
| (1571) Cesco                           | Hauptgürtel              |
| (8112) Cesi                            | Hauptgürtel              |
| (11101) Českáfilharmonie               | Hauptgürtel              |
| (11134) České Budějovice               | Hauptgürtel              |
| (2747) Český Krumlov                   | Hauptgürtel              |
| (28542) Cespedes-Nano                  | Hauptgürtel              |
| (2089) Cetacea                         | Hauptgürtel              |
| (65489) Ceto                           | Transneptunisches Objekt |
| (12579) Ceva                           | Hauptgürtel              |
| (31641) Cevasco                        | Hauptgürtel              |
| (86043) Cévennes                       | Hauptgürtel              |
| (1333) Cevenola                        | Hauptgürtel              |
| (6069) Cevolani                        | Hauptgürtel              |
| (6674) Cézanne                         | Hauptgürtel              |
| (12675) Chabot                         | Hauptgürtel              |
| (1622) Chacornac                       | Hauptgürtel              |
| (3984) Chacos                          | Hauptgürtel              |
| (27386) Chadcampbell                   | Hauptgürtel              |
| (28182) Chadharris                     | Hauptgürtel              |
| (2981) Chagall                         | Hauptgürtel              |
| (9483) Chagas                          | Hauptgürtel              |
| (4103) Chahine                         | Hauptgürtel              |
| (25560) Chaihaoxi                      | Hauptgürtel              |
| (1671) Chaika                          | Hauptgürtel              |
| (12539) Chaikin                        | Hauptgürtel              |
| (90713) Chajnantor                     | Hauptgürtel              |
| (1246) Chaka                           | Hauptgürtel              |
| (28866) Chakraborty                    | Hauptgürtel              |
| (313) Chaldaea                         | Hauptgürtel              |
| (2562) Chaliapin                       | Hauptgürtel              |
| (3960) Chaliubieju                     | Hauptgürtel              |
| (2040) Chalonge                        | Hauptgürtel              |
| (275962) Chalverat                     | Hauptgürtel              |
| (9250) Chamberlin                      | Hauptgürtel              |
| (3035) Chambers                        | Hauptgürtel              |
| (23707) Chambliss                      | Hauptgürtel              |
| (24711) Chamisso                       | Hauptgürtel              |
| (18634) Champigneulles                 | Hauptgürtel              |
| (8732) Champion                        | Hauptgürtel              |
| (3414) Champollion                     | Hauptgürtel              |
| (5671) Chanal                          | Hauptgürtel              |
| (20476) Chanarich                      | Hauptgürtel              |
| (59369) Chanco                         | Hauptgürtel              |
| (1958) Chandra                         | Hauptgürtel              |
| (2051) Chang                           | Hauptgürtel              |
| (7485) Changchun                       | Hauptgürtel              |
| (4047) Chang’E                         | Hauptgürtel              |
| (27966) Changguang                     | Hauptgürtel              |
| (316450) Changhsiangtung               | Hauptgürtel              |
| (336392) Changhua                      | Hauptgürtel              |
| (5384) Changjiangcun                   | Hauptgürtel              |
| (172315) Changqiaoxiaoxue              | Hauptgürtel              |
| (43597) Changshaopo                    | Hauptgürtel              |
| (3221) Changshi                        | Hauptgürtel              |
| (28692) Chanleysmall                   | Hauptgürtel              |
| (20760) Chanmatchun                    | Hauptgürtel              |
| (16107) Chanmugam                      | Hauptgürtel              |
| (3315) Chant                           | Hauptgürtel              |
| (31298) Chantaihei                     | Hauptgürtel              |
| (1707) Chantal                         | Hauptgürtel              |
| (289587) Chantdugros                   | Hauptgürtel              |
| (8126) Chanwainam                      | Hauptgürtel              |
| (20780) Chanyikhei                     | Hauptgürtel              |
| (3906) Chao                            | Hauptgürtel              |
| (4566) Chaokuangpiu                    | Hauptgürtel              |
| (4630) Chaonis                         | Hauptgürtel              |
| (19521) Chaos                          | Transneptunisches Objekt |
| (21436) Chaoyichi                      | Hauptgürtel              |
| (5217) Chaozhou                        | Hauptgürtel              |
| (3623) Chaplin                         | Hauptgürtel              |
| (4032) Chaplygin                       | Hauptgürtel              |
| (2409) Chapman                         | Hauptgürtel              |
| (16238) Chappe                         | Hauptgürtel              |
| (3938) Chapront                        | Hauptgürtel              |
| (21128) Chapuis                        | Hauptgürtel              |
| (24268) Charconley                     | Hauptgürtel              |
| (11314) Charcot                        | Hauptgürtel              |
| (236746) Chareslindos                  | Hauptgürtel              |
| (10199) Chariklo                       | Zentaur                  |
| (627) Charis                           | Hauptgürtel              |
| (207547) Charito                       | Hauptgürtel              |
| (33197) Charlallen                     | Hauptgürtel              |
| (5878) Charlene                        | Hauptgürtel              |
| (17428) Charleroi                      | Hauptgürtel              |
| (5202) Charleseliot                    | Hauptgürtel              |
| (15969) Charlesgreen                   | Hauptgürtel              |
| (30277) Charlesgulian                  | Hauptgürtel              |
| (30035) Charlesliu                     | Hauptgürtel              |
| (25915) Charlesmcguire                 | Hauptgürtel              |
| (32058) Charlesnoyes                   | Hauptgürtel              |
| (29613) Charlespicard                  | Hauptgürtel              |
| (25944) Charlesross                    | Hauptgürtel              |
| (32222) Charlesvest                    | Hauptgürtel              |
| (26412) Charlesyu                      | Hauptgürtel              |
| (13933) Charleville                    | Hauptgürtel              |
| (28653) Charliebrucker                 | Hauptgürtel              |
| (129102) Charliecamarotte              | Hauptgürtel              |
| (4479) Charlieparker                   | Hauptgürtel              |
| (8677) Charlier                        | Hauptgürtel              |
| (10426) Charlierouse                   | Hauptgürtel              |
| (24538) Charliexie                     | Hauptgürtel              |
| (1510) Charlois                        | Hauptgürtel              |
| (543) Charlotte                        | Hauptgürtel              |
| (39427) Charlottebrontë                | Hauptgürtel              |
| (10642) Charmaine                      | Hauptgürtel              |
| (20335) Charmartell                    | Hauptgürtel              |
| (6829) Charmawidor                     | Hauptgürtel              |
| (9445) Charpentier                     | Hauptgürtel              |
| (33536) Charpugdee                     | Hauptgürtel              |
| (19531) Charton                        | Hauptgürtel              |
| (388) Charybdis                        | Hauptgürtel              |
| (26252) Chase                          | Hauptgürtel              |
| (28136) Chasegross                     | Hauptgürtel              |
| (27602) Chaselewis                     | Hauptgürtel              |
| (18510) Chasles                        | Hauptgürtel              |
| (26194) Chasolivier                    | Hauptgürtel              |
| (15037) Chassagne                      | Hauptgürtel              |
| (331992) Chasseral                     | Hauptgürtel              |
| (13087) Chastellux                     | Hauptgürtel              |
| (28209) Chatterjee                     | Hauptgürtel              |
| (33353) Chattopadhyay                  | Hauptgürtel              |
| (28869) Chaubal                        | Hauptgürtel              |
| (2984) Chaucer                         | Hauptgürtel              |
| (20264) Chauhan                        | Hauptgürtel              |
| (12281) Chaumont                       | Hauptgürtel              |
| (7048) Chaussidon                      | Hauptgürtel              |
| (37645) Chebarkul                      | Hauptgürtel              |
| (1804) Chebotarev                      | Hauptgürtel              |
| (2010) Chebyshev                       | Hauptgürtel              |
| (22158) Chee                           | Hauptgürtel              |
| (2369) Chekhov                         | Hauptgürtel              |
| (363623) Chelcicky                     | Hauptgürtel              |
| (8608) Chelomey                        | Hauptgürtel              |
| (21612) Chelsagloria                   | Hauptgürtel              |
| (25425) Chelsealynn                    | Hauptgürtel              |
| (27258) Chelseavoss                    | Hauptgürtel              |
| (21088) Chelyabinsk                    | Amor-Typ                 |
| (3913) Chemin                          | Hauptgürtel              |
| (21510) Chemnitz                       | Hauptgürtel              |
| (30270) Chemparathy                    | Hauptgürtel              |
| (236851) Chenchikwan                   | Hauptgürtel              |
| (19872) Chendonghua                    | Hauptgürtel              |
| (10929) Chenfangyun                    | Hauptgürtel              |
| (168126) Chengbruce                    | Hauptgürtel              |
| (26559) Chengcheng                     | Hauptgürtel              |
| (2743) Chengdu                         | Hauptgürtel              |
| (175452) Chenggong                     | Hauptgürtel              |
| (28277) Chengherngyi                   | Hauptgürtel              |
| (26396) Chengjingjie                   | Hauptgürtel              |
| (47005) Chengmaolan                    | Hauptgürtel              |
| (20879) Chengyuhsuan                   | Hauptgürtel              |
| (28155) Chengzhendai                   | Hauptgürtel              |
| (23279) Chenhungjen                    | Hauptgürtel              |
| (12701) Chénier                        | Hauptgürtel              |
| (2963) Chen Jiageng                    | Hauptgürtel              |
| (33000) Chenjiansheng                  | Hauptgürtel              |
| (7681) Chenjingrun                     | Hauptgürtel              |
| (151362) Chenkegong                    | Hauptgürtel              |
| (299020) Chennaoui                     | Hauptgürtel              |
| (3560) Chenqian                        | Hauptgürtel              |
| (278986) Chenshuchu                    | Hauptgürtel              |
| (25039) Chensun                        | Hauptgürtel              |
| (19873) Chentao                        | Hauptgürtel              |
| (21645) Chentsaiwei                    | Hauptgürtel              |
| (31909) Chenweitung                    | Hauptgürtel              |
| (31336) Chenyuhsin                     | Hauptgürtel              |
| (21718) Cheonghapark                   | Hauptgürtel              |
| (4412) Chephren                        | Hauptgürtel              |
| (7727) Chepurova                       | Hauptgürtel              |
| (3966) Cherednichenko                  | Hauptgürtel              |
| (4307) Cherepashchuk                   | Hauptgürtel              |
| (5483) Cherkashin                      | Hauptgürtel              |
| (4053) Cherkasov                       | Hauptgürtel              |
| (25414) Cherkassky                     | Hauptgürtel              |
| (29552) Chern                          | Hauptgürtel              |
| (10005) Chernega                       | Hauptgürtel              |
| (30821) Chernetenko                    | Hauptgürtel              |
| (21454) Chernoby                       | Hauptgürtel              |
| (4207) Chernova                        | Hauptgürtel              |
| (24968) Chernyakhovsky                 | Hauptgürtel              |
| (2325) Chernykh                        | Hauptgürtel              |
| (2783) Chernyshevskij                  | Hauptgürtel              |
| (77185) Cherryh                        | Hauptgürtel              |
| (2701) Cherson                         | Hauptgürtel              |
| (6358) Chertok                         | Hauptgürtel              |
| (568) Cheruskia                        | Hauptgürtel              |
| (199986) Chervone                      | Hauptgürtel              |
| (8247) Cherylhall                      | Hauptgürtel              |
| (6042) Cheshirecat                     | Marsbahnkreuzer          |
| (12104) Chesley                        | Hauptgürtel              |
| (6065) Chesneau                        | Hauptgürtel              |
| (24484) Chester                        | Hauptgürtel              |
| (15673) Chetaev                        | Marsbahnkreuzer          |
| (21563) Chetgervais                    | Hauptgürtel              |
| (27387) Chhabra                        | Hauptgürtel              |
| (8397) Chiakitanaka                    | Hauptgürtel              |
| (25606) Chiangshenghao                 | Hauptgürtel              |
| (6851) Chianti                         | Hauptgürtel              |
| (4398) Chiara                          | Hauptgürtel              |
| (29869) Chiarabarbara                  | Hauptgürtel              |
| (21511) Chiardola                      | Hauptgürtel              |
| (10376) Chiarini                       | Hauptgürtel              |
| (147918) Chiayi                        | Hauptgürtel              |
| (20613) Chibaken                       | Hauptgürtel              |
| (5917) Chibasai                        | Hauptgürtel              |
| (334) Chicago                          | Hauptgürtel              |
| (6991) Chichibu                        | Hauptgürtel              |
| (47162) Chicomendez                    | Hauptgürtel              |
| (114829) Chierchia                     | Hauptgürtel              |
| (7268) Chigorin                        | Hauptgürtel              |
| (16232) Chijagerbs                     | Hauptgürtel              |
| (4577) Chikako                         | Hauptgürtel              |
| (14004) Chikama                        | Hauptgürtel              |
| (23254) Chikatoshi                     | Hauptgürtel              |
| (19160) Chikayoshitomi                 | Hauptgürtel              |
| (23478) Chikumagawa                    | Hauptgürtel              |
| (9153) Chikurinji                      | Hauptgürtel              |
| (6237) Chikushi                        | Hauptgürtel              |
| (4580) Child                           | Hauptgürtel              |
| (30117) Childress                      | Hauptgürtel              |
| (4636) Chile                           | Hauptgürtel              |
| (3177) Chillicothe                     | Hauptgürtel              |
| (2221) Chilton                         | Hauptgürtel              |
| (623) Chimaera                         | Hauptgürtel              |
| (1633) Chimay                          | Hauptgürtel              |
| (30797) Chimborazo                     | Hauptgürtel              |
| (5557) Chimikeppuko                    | Hauptgürtel              |
| (24939) Chiminello                     | Hauptgürtel              |
| (1125) China                           | Hauptgürtel              |
| (19303) Chinacyo                       | Hauptgürtel              |
| (21464) Chinaroonchai                  | Hauptgürtel              |
| (9365) Chinesewilson                   | Hauptgürtel              |
| (3797) Ching-Sung Yu                   | Hauptgürtel              |
| (21827) Chingzhu                       | Hauptgürtel              |
| (4429) Chinmoy                         | Hauptgürtel              |
| (1787) Chiny                           | Hauptgürtel              |
| (30514) Chiomento                      | Hauptgürtel              |
| (6261) Chione                          | Marsbahnkreuzer          |
| (79472) Chiorny                        | Hauptgürtel              |
| (281068) Chipolin                      | Hauptgürtel              |
| (19004) Chirayath                      | Hauptgürtel              |
| (13214) Chirikov                       | Hauptgürtel              |
| (6981) Chirman                         | Hauptgürtel              |
| (2060) Chiron                          | Zentaur                  |
| (9090) Chirotenmondai                  | Hauptgürtel              |
| (289314) Chisholm                      | Hauptgürtel              |
| (142756) Chiu                          | Hauptgürtel              |
| (2977) Chivilikhin                     | Hauptgürtel              |
| (5686) Chiyonoura                      | Hauptgürtel              |
| (3113) Chizhevskij                     | Hauptgürtel              |
| (33522) Chizumimaeta                   | Hauptgürtel              |
| (2692) Chkalov                         | Hauptgürtel              |
| (5053) Chladni                         | Hauptgürtel              |
| (29750) Chleborad                      | Hauptgürtel              |
| (402) Chloë                            | Hauptgürtel              |
| (28457) Chloeanassis                   | Hauptgürtel              |
| (129216) Chloecastle                   | Hauptgürtel              |
| (31599) Chloesherry                    | Hauptgürtel              |
| (410) Chloris                          | Hauptgürtel              |
| (938) Chlosinde                        | Hauptgürtel              |
| (6474) Choate                          | Hauptgürtel              |
| (5553) Chodas                          | Hauptgürtel              |
| (63145) Choemuseon                     | Hauptgürtel              |
| (25104) Chohyunghoon                   | Hauptgürtel              |
| (22171) Choi                           | Hauptgürtel              |
| (26458) Choihyuna                      | Hauptgürtel              |
| (5389) Choikaiyau                      | Hauptgürtel              |
| (23732) Choiseungjae                   | Hauptgürtel              |
| (236170) Cholnoky                      | Hauptgürtel              |
| (3011) Chongqing                       | Hauptgürtel              |
| (25662) Chonofsky                      | Hauptgürtel              |
| (3784) Chopin                          | Hauptgürtel              |
| (8577) Choseikomori                    | Hauptgürtel              |
| (257248) Chouchiehlun                  | Hauptgürtel              |
| (177967) Chouchihkang                  | Hauptgürtel              |
| (9110) Choukai                         | Hauptgürtel              |
| (4976) Choukyongchol                   | Hauptgürtel              |
| (7403) Choustník                       | Hauptgürtel              |
| (71461) Chowmeeyee                     | Hauptgürtel              |
| (28980) Chowyunfat                     | Hauptgürtel              |
| (30161) Chrepta                        | Hauptgürtel              |
| (341958) Chretien                      | Hauptgürtel              |
| (6014) Chribrenmark                    | Hauptgürtel              |
| (12093) Chrimatthews                   | Hauptgürtel              |
| (25793) Chrisanchez                    | Hauptgürtel              |
| (25309) Chrisauer                      | Hauptgürtel              |
| (214475) Chrisbayus                    | Hauptgürtel              |
| (8819) Chrisbondi                      | Hauptgürtel              |
| (6723) Chrisclark                      | Hauptgürtel              |
| (21528) Chrisfaust                     | Hauptgürtel              |
| (15851) Chrisfleming                   | Hauptgürtel              |
| (22848) Chrisharriot                   | Hauptgürtel              |
| (30767) Chriskraft                     | Marsbahnkreuzer          |
| (17908) Chriskuyu                      | Hauptgürtel              |
| (121506) Chrislorentson                | Hauptgürtel              |
| (209149) Chrismackenzie                | Hauptgürtel              |
| (129051) Chrismay                      | Hauptgürtel              |
| (128417) Chrismccaa                    | Hauptgürtel              |
| (21562) Chrismessick                   | Hauptgürtel              |
| (52649) Chrismith                      | Hauptgürtel              |
| (9709) Chrisnell                       | Hauptgürtel              |
| (28353) Chrisnielsen                   | Hauptgürtel              |
| (24219) Chrisodom                      | Hauptgürtel              |
| (4892) Chrispollas                     | Hauptgürtel              |
| (21459) Chrisrussell                   | Hauptgürtel              |
| (27353) Chrisspenner                   | Hauptgürtel              |
| (90125) Chrissquire                    | Hauptgürtel              |
| (1015) Christa                         | Hauptgürtel              |
| (2695) Christabel                      | Hauptgürtel              |
| (18653) Christagünt                    | Hauptgürtel              |
| (11823) Christen                       | Hauptgürtel              |
| (192158) Christian                     | Hauptgürtel              |
| (231555) Christianeurda                | Hauptgürtel              |
| (8313) Christiansen                    | Hauptgürtel              |
| (255308) Christianzuber                | Hauptgürtel              |
| (69460) Christibarnard                 | Hauptgürtel              |
| (30154) Christichil                    | Hauptgürtel              |
| (13280) Christihaas                    | Hauptgürtel              |
| (20379) Christijohns                   | Hauptgürtel              |
| (25376) Christikeen                    | Hauptgürtel              |
| (151835) Christinarichey               | Hauptgürtel              |
| (628) Christine                        | Hauptgürtel              |
| (34316) Christineleo                   | Hauptgürtel              |
| (21556) Christineli                    | Hauptgürtel              |
| (33598) Christineliu                   | Hauptgürtel              |
| (25014) Christinepalau                 | Hauptgürtel              |
| (33492) Christirogers                  | Hauptgürtel              |
| (18548) Christoffel                    | Hauptgürtel              |
| (25049) Christofnorn                   | Hauptgürtel              |
| (121016) Christopharnold               | Hauptgürtel              |
| (1698) Christophe                      | Hauptgürtel              |
| (17246) Christophedumas                | Hauptgürtel              |
| (211613) Christophelovis               | Hauptgürtel              |
| (30100) Christophergo                  | Hauptgürtel              |
| (21587) Christopynn                    | Hauptgürtel              |
| (28632) Christraver                    | Hauptgürtel              |
| (129564) Christy                       | Hauptgürtel              |
| (2834) Christy Carol                   | Hauptgürtel              |
| (129125) Chrisvoth                     | Hauptgürtel              |
| (24259) Chriswalker                    | Hauptgürtel              |
| (29972) Chriswan                       | Hauptgürtel              |
| (128439) Chriswaters                   | Hauptgürtel              |
| (32726) Chromios                       | Jupiter-Trojaner         |
| (202) Chryseïs                         | Hauptgürtel              |
| (637) Chrysothemis                     | Hauptgürtel              |
| (9222) Chubey                          | Hauptgürtel              |
| (18735) Chubko                         | Hauptgürtel              |
| (42522) Chuckberry                     | Hauptgürtel              |
| (70710) Chuckfellows                   | Hauptgürtel              |
| (11356) Chuckjones                     | Hauptgürtel              |
| (8629) Chucklorre                      | Hauptgürtel              |
| (128608) Chucklove                     | Hauptgürtel              |
| (129881) Chucksee                      | Hauptgürtel              |
| (169078) Chuckshaw                     | Hauptgürtel              |
| (16425) Chuckyeager                    | Hauptgürtel              |
| (241538) Chudniv                       | Hauptgürtel              |
| (3816) Chugainov                       | Hauptgürtel              |
| (11417) Chughtai                       | Hauptgürtel              |
| (129561) Chuhachi                      | Hauptgürtel              |
| (11793) Chujkovia                      | Hauptgürtel              |
| (3094) Chukokkala                      | Hauptgürtel              |
| (2509) Chukotka                        | Hauptgürtel              |
| (5465) Chumakov                        | Hauptgürtel              |
| (34779) Chungchiyung                   | Hauptgürtel              |
| (37687) Chunghikoh                     | Hauptgürtel              |
| (187636) Chungyuan                     | Hauptgürtel              |
| (24133) Chunkaikao                     | Hauptgürtel              |
| (269550) Chur                          | Hauptgürtel              |
| (6646) Churanta                        | Hauptgürtel              |
| (10343) Church                         | Hauptgürtel              |
| (11626) Church Stretton                | Hauptgürtel              |
| (37561) Churgym                        | Hauptgürtel              |
| (25095) Churinov                       | Hauptgürtel              |
| (3942) Churivannia                     | Hauptgürtel              |
| (336177) Churri                        | Hauptgürtel              |
| (2627) Churyumov                       | Hauptgürtel              |
| (12141) Chushayashi                    | Hauptgürtel              |
| (4988) Chushuho                        | Hauptgürtel              |
| (3429) Chuvaev                         | Hauptgürtel              |
| (2670) Chuvashia                       | Hauptgürtel              |
| (38962) Chuwinghung                    | Hauptgürtel              |
| (100675) Chuyanakahara                 | Hauptgürtel              |
| (60423) Chvojen                        | Hauptgürtel              |
| (22940) Chyan                          | Hauptgürtel              |
| (25416) Chyanwen                       | Hauptgürtel              |
| (7923) Chyba                           | Hauptgürtel              |
| (43954) Chýnov                         | Hauptgürtel              |
| (27184) Ciabattari                     | Hauptgürtel              |
| (29705) Cialucy                        | Hauptgürtel              |
| (24087) Ciambetti                      | Hauptgürtel              |
| (19464) Ciarabarr                      | Hauptgürtel              |
| (8193) Ciaurro                         | Hauptgürtel              |
| (14155) Cibronen                       | Hauptgürtel              |
| (78124) Cicalo                         | Hauptgürtel              |
| (25367) Cicek                          | Hauptgürtel              |
| (9446) Cicero                          | Hauptgürtel              |
| (18845) Cichocki                       | Hauptgürtel              |
| (8601) Ciconia                         | Hauptgürtel              |
| (7192) Cieletespace                    | Hauptgürtel              |
| (13777) Cielobuio                      | Hauptgürtel              |
| (192439) Cílek                         | Hauptgürtel              |
| (8744) Cilla                           | Hauptgürtel              |
| (11578) Cimabue                        | Hauptgürtel              |
| (43511) Cima Ekar                      | Hauptgürtel              |
| (221769) Cima Rest                     | Hauptgürtel              |
| (1275) Cimbria                         | Hauptgürtel              |
| (215841) Čimelice                      | Hauptgürtel              |
| (1307) Cimmeria                        | Hauptgürtel              |
| (1373) Cincinnati                      | Hauptgürtel              |
| (2298) Cindijon                        | Hauptgürtel              |
| (221149) Cindyfoote                    | Hauptgürtel              |
| (18947) Cindyfulton                    | Hauptgürtel              |
| (7605) Cindygraber                     | Hauptgürtel              |
| (29612) Cindyjiang                     | Hauptgürtel              |
| (3138) Ciney                           | Hauptgürtel              |
| (36446) Cinodapistoia                  | Hauptgürtel              |
| (273994) Cinqueterre                   | Hauptgürtel              |
| (21799) Ciociaria                      | Hauptgürtel              |
| (13848) Cioffi                         | Hauptgürtel              |
| (12812) Cioni                          | Hauptgürtel              |
| (11600) Cipolla                        | Hauptgürtel              |
| (34) Circe                             | Hauptgürtel              |
| (11158) Cirou                          | Hauptgürtel              |
| (10861) Ciske                          | Hauptgürtel              |
| (4643) Cisneros                        | Hauptgürtel              |
| (6799) Citfiftythree                   | Hauptgürtel              |
| (6035) Citlaltépetl                    | Hauptgürtel              |
| (8965) Citrinella                      | Hauptgürtel              |
| (16068) Citron                         | Hauptgürtel              |
| (16368) Città di Alba                  | Hauptgürtel              |
| (18441) Cittàdivinci                   | Hauptgürtel              |
| (2420) Čiurlionis                      | Hauptgürtel              |
| (156990) Claerbout                     | Hauptgürtel              |
| (9592) Clairaut                        | Hauptgürtel              |
| (36444) Clairblackburn                 | Hauptgürtel              |
| (15967) Clairearmstrong                | Hauptgürtel              |
| (32163) Claireburch                    | Hauptgürtel              |
| (8979) Clanga                          | Hauptgürtel              |
| (31110) Clapas                         | Hauptgürtel              |
| (59793) Clapiès                        | Hauptgürtel              |
| (4305) Clapton                         | Hauptgürtel              |
| (642) Clara                            | Hauptgürtel              |
| (24923) Claralouisa                    | Hauptgürtel              |
| (34188) Clarawagner                    | Hauptgürtel              |
| (32315) Clarezhu                       | Hauptgürtel              |
| (302) Clarissa                         | Hauptgürtel              |
| (27105) Clarkben                       | Hauptgürtel              |
| (4923) Clarke                          | Hauptgürtel              |
| (52057) Clarkhowell                    | Hauptgürtel              |
| (5243) Clasien                         | Hauptgürtel              |
| (73984) Claudebernard                  | Hauptgürtel              |
| (130071) Claudebrunet                  | Hauptgürtel              |
| (91553) Claudedoom                     | Hauptgürtel              |
| (311) Claudia                          | Hauptgürtel              |
| (35325) Claudiaguarnieri               | Hauptgürtel              |
| (29609) Claudiahuang                   | Hauptgürtel              |
| (11264) Claudiomaccone                 | Hauptgürtel              |
| (7117) Claudius                        | Hauptgürtel              |
| (5658) Clausbaader                     | Hauptgürtel              |
| (12873) Clausewitz                     | Hauptgürtel              |
| (29246) Clausius                       | Hauptgürtel              |
| (91604) Clausmadsen                    | Hauptgürtel              |
| (2461) Clavel                          | Hauptgürtel              |
| (20237) Clavius                        | Hauptgürtel              |
| (8452) Clay                            | Hauptgürtel              |
| (4564) Clayton                         | Hauptgürtel              |
| (3118) Claytonsmith                    | Hauptgürtel              |
| (211379) Claytonwhitted                | Hauptgürtel              |
| (1101) Clematis                        | Hauptgürtel              |
| (1919) Clemence                        | Hauptgürtel              |
| (13993) Clemenssimmer                  | Hauptgürtel              |
| (252) Clementina                       | Hauptgürtel              |
| (4503) Cleobulus                       | Amor-Typ                 |
| (14411) Clérambault                    | Hauptgürtel              |
| (25905) Clerico                        | Hauptgürtel              |
| (6296) Cleveland                       | Hauptgürtel              |
| (43843) Cleynaerts                     | Hauptgürtel              |
| (4276) Clifford                        | Marsbahnkreuzer          |
| (24134) Cliffordkim                    | Hauptgürtel              |
| (228883) Cliffsimak                    | Hauptgürtel              |
| (3034) Climenhaga                      | Hauptgürtel              |
| (16150) Clinch                         | Hauptgürtel              |
| (1982) Cline                           | Hauptgürtel              |
| (33747) Clingan                        | Hauptgürtel              |
| (3185) Clintford                       | Hauptgürtel              |
| (11592) Clintkelly                     | Hauptgürtel              |
| (935) Clivia                           | Hauptgürtel              |
| (5511) Cloanthus                       | Jupiter-Trojaner         |
| (14539) Clocke Roeland                 | Hauptgürtel              |
| (661) Cloelia                          | Hauptgürtel              |
| (282) Clorinde                         | Hauptgürtel              |
| (54902) Close                          | Hauptgürtel              |
| (200025) Cloud Gate                    | Hauptgürtel              |
| (48960) Clouet                         | Hauptgürtel              |
| (253587) Cloutier                      | Hauptgürtel              |
| (6081) Cloutis                         | Hauptgürtel              |
| (15499) Cloyd                          | Hauptgürtel              |
| (6523) Clube                           | Marsbahnkreuzer          |
| (229631) Cluny                         | Hauptgürtel              |
| (9364) Clusius                         | Hauptgürtel              |
| (356217) Clymene                       | Jupiter-Trojaner         |
| (33455) Coakley                        | Hauptgürtel              |
| (9997) COBE                            | Hauptgürtel              |
| (12376) Cochabamba                     | Hauptgürtel              |
| (224888) Cochingchu                    | Hauptgürtel              |
| (4551) Cochran                         | Hauptgürtel              |
| (6436) Coco                            | Hauptgürtel              |
| (2939) Coconino                        | Hauptgürtel              |
| (450931) Coculescu                     | Hauptgürtel              |
| (17179) Codina                         | Hauptgürtel              |
| (237) Coelestina                       | Hauptgürtel              |
| (12355) Coelho                         | Hauptgürtel              |
| (15388) Coelum                         | Hauptgürtel              |
| (216591) Coetzee                       | Hauptgürtel              |
| (23788) Cofer                          | Hauptgürtel              |
| (6713) Coggie                          | Hauptgürtel              |
| (1764) Cogshall                        | Hauptgürtel              |
| (23735) Cohen                          | Hauptgürtel              |
| (972) Cohnia                           | Hauptgürtel              |
| (106545) Colanduno                     | Hauptgürtel              |
| (9553) Colas                           | Hauptgürtel              |
| (9164) Colbert                         | Hauptgürtel              |
| (32214) Colburn                        | Hauptgürtel              |
| (5569) Colby                           | Hauptgürtel              |
| (3495) Colchagua                       | Hauptgürtel              |
| (1135) Colchis                         | Hauptgürtel              |
| (5635) Cole                            | Hauptgürtel              |
| (27440) Colekendrick                   | Hauptgürtel              |
| (11821) Coleman                        | Hauptgürtel              |
| (8147) Colemanhawkins                  | Hauptgürtel              |
| (224067) Colemila                      | Hauptgürtel              |
| (22065) Colgrove                       | Hauptgürtel              |
| (15347) Colinstuart                    | Hauptgürtel              |
| (19547) Collier                        | Hauptgürtel              |
| (19411) Collinarnold                   | Hauptgürtel              |
| (142757) Collinge                      | Hauptgürtel              |
| (6471) Collins                         | Hauptgürtel              |
| (8963) Collurio                        | Hauptgürtel              |
| (1973) Colocolo                        | Hauptgürtel              |
| (18149) Colombatti                     | Hauptgürtel              |
| (7030) Colombini                       | Hauptgürtel              |
| (243440) Colonia                       | Hauptgürtel              |
| (5042) Colpa                           | Hauptgürtel              |
| (5893) Coltrane                        | Hauptgürtel              |
| (170906) Coluche                       | Hauptgürtel              |
| (327) Columbia                         | Hauptgürtel              |
| (8434) Columbianus                     | Hauptgürtel              |
| (489) Comacina                         | Hauptgürtel              |
| (1655) Comas Solá                      | Hauptgürtel              |
| (7636) Comba                           | Hauptgürtel              |
| (9152) Combe                           | Hauptgürtel              |
| (3446) Combes                          | Hauptgürtel              |
| (15843) Comcom                         | Hauptgürtel              |
| (5791) Comello                         | Hauptgürtel              |
| (10207) Comeniana                      | Hauptgürtel              |
| (13770) Commerson                      | Hauptgürtel              |
| (8767) Commontern                      | Hauptgürtel              |
| (8990) Compassion                      | Hauptgürtel              |
| (52337) Compton                        | Hauptgürtel              |
| (3521) Comrie                          | Hauptgürtel              |
| (25919) Comuniello                     | Hauptgürtel              |
| (7213) Conae                           | Hauptgürtel              |
| (7016) Conandoyle                      | Hauptgürtel              |
| (24334) Conard                         | Hauptgürtel              |
| (6671) Concari                         | Hauptgürtel              |
| (58) Concordia                         | Hauptgürtel              |
| (9389) Condillac                       | Hauptgürtel              |
| (7960) Condorcet                       | Hauptgürtel              |
| (3679) Condruses                       | Hauptgürtel              |
| (12932) Conedera                       | Hauptgürtel              |
| (542888) Confino                       | Hauptgürtel              |
| (7853) Confucius                       | Hauptgürtel              |
| (14582) Conlin                         | Hauptgürtel              |
| (4816) Connelly                        | Hauptgürtel              |
| (29292) Conniewalker                   | Hauptgürtel              |
| (142758) Connolly                      | Hauptgürtel              |
| (23811) Connorivens                    | Hauptgürtel              |
| (15139) Connormcarty                   | Hauptgürtel              |
| (13700) Connors                        | Hauptgürtel              |
| (12153) Conon                          | Hauptgürtel              |
| (129026) Conormcmenamin                | Hauptgürtel              |
| (1528) Conrada                         | Hauptgürtel              |
| (13024) Conradferdinand                | Hauptgürtel              |
| (5032) Conradhirsh                     | Hauptgürtel              |
| (7777) Consadole                       | Hauptgürtel              |
| (12524) Conscience                     | Hauptgürtel              |
| (4597) Consolmagno                     | Hauptgürtel              |
| (8237) Constable                       | Hauptgürtel              |
| (117852) Constance                     | Hauptgürtel              |
| (315) Constantia                       | Hauptgürtel              |
| (195191) Constantinetsang              | Hauptgürtel              |
| (25961) Conti                          | Hauptgürtel              |
| (128925) Conwell                       | Hauptgürtel              |
| (3061) Cook                            | Hauptgürtel              |
| (2618) Coonabarabran                   | Hauptgürtel              |
| (35365) Cooney                         | Hauptgürtel              |
| (13586) Copenhagen                     | Hauptgürtel              |
| (19137) Copiapó                        | Hauptgürtel              |
| (95962) Copito                         | Hauptgürtel              |
| (4532) Copland                         | Hauptgürtel              |
| (815) Coppelia                         | Hauptgürtel              |
| (172850) Coppens                       | Hauptgürtel              |
| (1322) Coppernicus                     | Hauptgürtel              |
| (25417) Coquillette                    | Hauptgürtel              |
| (55737) Coquimbo                       | Hauptgürtel              |
| (504) Cora                             | Hauptgürtel              |
| (4598) Coradini                        | Hauptgürtel              |
| (128314) Coraliejackman                | Hauptgürtel              |
| (72632) Coralina                       | Hauptgürtel              |
| (8964) Corax                           | Hauptgürtel              |
| (119248) Corbally                      | Hauptgürtel              |
| (2442) Corbett                         | Hauptgürtel              |
| (4008) Corbin                          | Hauptgürtel              |
| (2758) Cordelia                        | Hauptgürtel              |
| (92685) Cordellorenz                   | Hauptgürtel              |
| (2942) Cordie                          | Hauptgürtel              |
| (365) Corduba                          | Hauptgürtel              |
| (21425) Cordwell                       | Hauptgürtel              |
| (79900) Coreglia                       | Hauptgürtel              |
| (6175) Cori                            | Hauptgürtel              |
| (16564) Coriolis                       | Hauptgürtel              |
| (129954) Corksauve                     | Hauptgürtel              |
| (8447) Cornejo                         | Hauptgürtel              |
| (425) Cornelia                         | Hauptgürtel              |
| (26011) Cornelius                      | Hauptgürtel              |
| (8250) Cornell                         | Hauptgürtel              |
| (8826) Corneville                      | Hauptgürtel              |
| (34419) Corning                        | Hauptgürtel              |
| (8858) Cornus                          | Hauptgürtel              |
| (6672) Corot                           | Hauptgürtel              |
| (175046) Corporon                      | Hauptgürtel              |
| (75225) Corradoaugias                  | Hauptgürtel              |
| (6206) Corradolamberti                 | Hauptgürtel              |
| (13917) Correggia                      | Hauptgürtel              |
| (343230) Corsini                       | Hauptgürtel              |
| (91428) Cortesi                        | Hauptgürtel              |
| (50240) Cortina                        | Hauptgürtel              |
| (27776) Cortland                       | Hauptgürtel              |
| (297026) Corton                        | Hauptgürtel              |
| (1232) Cortusa                         | Hauptgürtel              |
| (8515) Corvan                          | Hauptgürtel              |
| (1442) Corvina                         | Hauptgürtel              |
| (296462) Corylachlan                   | Hauptgürtel              |
| (915) Cosette                          | Hauptgürtel              |
| (2129) Cosicosi                        | Hauptgürtel              |
| (644) Cosima                           | Hauptgürtel              |
| (45027) Cosquer                        | Hauptgürtel              |
| (4993) Cossard                         | Hauptgürtel              |
| (17024) Costello                       | Hauptgürtel              |
| (10445) Coster                         | Hauptgürtel              |
| (20140) Costitx                        | Hauptgürtel              |
| (37596) Cotahuasi                      | Marsbahnkreuzer          |
| (26027) Cotopaxi                       | Hauptgürtel              |
| (273262) Cottam                        | Hauptgürtel              |
| (2026) Cottrell                        | Hauptgürtel              |
| (9633) Cotur                           | Hauptgürtel              |
| (2190) Coubertin                       | Hauptgürtel              |
| (9071) Coudenberghe                    | Hauptgürtel              |
| (27712) Coudray                        | Hauptgürtel              |
| (12237) Coughlin                       | Hauptgürtel              |
| (30826) Coulomb                        | Hauptgürtel              |
| (18776) Coulter                        | Hauptgürtel              |
| (3528) Counselman                      | Hauptgürtel              |
| (35394) Countbasie                     | Hauptgürtel              |
| (6798) Couperin                        | Hauptgürtel              |
| (18555) Courant                        | Hauptgürtel              |
| (8238) Courbet                         | Hauptgürtel              |
| (184508) Courroux                      | Hauptgürtel              |
| (63129) Courtemanche                   | Hauptgürtel              |
| (30162) Courtney                       | Hauptgürtel              |
| (18101) Coustenis                      | Hauptgürtel              |
| (4909) Couteau                         | Hauptgürtel              |
| (5439) Couturier                       | Hauptgürtel              |
| (95959) Covadonga                      | Hauptgürtel              |
| (3009) Coventry                        | Hauptgürtel              |
| (142759) Covey                         | Hauptgürtel              |
| (185576) Covichi                       | Hauptgürtel              |
| (5424) Covington                       | Hauptgürtel              |
| (1898) Cowell                          | Hauptgürtel              |
| (13843) Cowenbrown                     | Hauptgürtel              |
| (24308) Cowenco                        | Hauptgürtel              |
| (11304) Cowra                          | Hauptgürtel              |
| (1476) Cox                             | Hauptgürtel              |
| (18560) Coxeter                        | Hauptgürtel              |
| (14429) Coyne                          | Hauptgürtel              |
| (9839) Crabbegat                       | Hauptgürtel              |
| (7763) Crabeels                        | Hauptgürtel              |
| (4137) Crabtree                        | Hauptgürtel              |
| (5068) Cragg                           | Hauptgürtel              |
| (23042) Craigpeters                    | Hauptgürtel              |
| (126901) Craigstevens                  | Hauptgürtel              |
| (18192) Craigwallace                   | Hauptgürtel              |
| (32090) Craigworley                    | Hauptgürtel              |
| (18157) Craigwright                    | Hauptgürtel              |
| (246238) Crampton                      | Hauptgürtel              |
| (8284) Cranach                         | Hauptgürtel              |
| (73517) Cranbrook                      | Hauptgürtel              |
| (8761) Crane                           | Hauptgürtel              |
| (83982) Crantor                        | Zentaur                  |
| (1725) CrAO                            | Hauptgürtel              |
| (7327) Crawford                        | Hauptgürtel              |
| (207321) Crawshaw                      | Hauptgürtel              |
| (21423) Credo                          | Hauptgürtel              |
| (19398) Creedence                      | Hauptgürtel              |
| (10046) Creighton                      | Hauptgürtel              |
| (14062) Cremaschini                    | Hauptgürtel              |
| (486) Cremona                          | Hauptgürtel              |
| (660) Crescentia                       | Hauptgürtel              |
| (4373) Crespo                          | Hauptgürtel              |
| (96747) Crespodasilva                  | Hauptgürtel              |
| (8760) Crex                            | Hauptgürtel              |
| (12845) Crick                          | Hauptgürtel              |
| (57567) Crikey                         | Hauptgürtel              |
| (1140) Crimea                          | Hauptgürtel              |
| (28443) Crisara                        | Hauptgürtel              |
| (9463) Criscione                       | Hauptgürtel              |
| (127545) Crisman                       | Hauptgürtel              |
| (2757) Crisser                         | Hauptgürtel              |
| (8775) Cristata                        | Hauptgürtel              |
| (456627) Cristianmartins               | Hauptgürtel              |
| (26478) Cristianrosu                   | Hauptgürtel              |
| (8063) Cristinathomas                  | Hauptgürtel              |
| (29348) Criswick                       | Hauptgürtel              |
| (20690) Crivello                       | Hauptgürtel              |
| (589) Croatia                          | Hauptgürtel              |
| (10606) Crocco                         | Hauptgürtel              |
| (1220) Crocus                          | Hauptgürtel              |
| (12282) Crombecq                       | Hauptgürtel              |
| (85004) Crombie                        | Hauptgürtel              |
| (10283) Cromer                         | Hauptgürtel              |
| (1899) Crommelin                       | Hauptgürtel              |
| (11423) Cronin                         | Hauptgürtel              |
| (6318) Cronkite                        | Marsbahnkreuzer          |
| (2825) Crosby                          | Hauptgürtel              |
| (32593) Crotty                         | Hauptgürtel              |
| (18973) Crouch                         | Hauptgürtel              |
| (33696) Crouchley                      | Hauptgürtel              |
| (4052) Crovisier                       | Hauptgürtel              |
| (14282) Cruijff                        | Hauptgürtel              |
| (3531) Cruikshank                      | Hauptgürtel              |
| (3753) Cruithne                        | Aten-Typ                 |
| (29298) Cruls                          | Hauptgürtel              |
| (9679) Crutzen                         | Hauptgürtel              |
| (21502) Cruz                           | Hauptgürtel              |
| (32449) Crystalmiller                  | Hauptgürtel              |
| (27453) Crystalpoole                   | Hauptgürtel              |
| (30337) Crystalzheng                   | Hauptgürtel              |
| (142760) Csabai                        | Hauptgürtel              |
| (24532) Csabakiss                      | Hauptgürtel              |
| (95785) Csányivilmos                   | Hauptgürtel              |
| (25778) Csere                          | Hauptgürtel              |
| (7644) Cslewis                         | Hauptgürtel              |
| (75823) Csokonai                       | Hauptgürtel              |
| (131762) Csonka                        | Hauptgürtel              |
| (167018) Csontoscsaba                  | Hauptgürtel              |
| (254846) Csontvary                     | Hauptgürtel              |
| (270472) Csorgei                       | Hauptgürtel              |
| (11094) Cuba                           | Hauptgürtel              |
| (2731) Cucula                          | Hauptgürtel              |
| (16794) Cucullia                       | Hauptgürtel              |
| (19348) Cueca                          | Hauptgürtel              |
| (2334) Cuffey                          | Hauptgürtel              |
| (17029) Cuillandre                     | Hauptgürtel              |
| (20858) Cuirongfeng                    | Hauptgürtel              |
| (2275) Cuitlahuac                      | Hauptgürtel              |
| (5639) Cuk                             | Hauptgürtel              |
| (26990) Culbertson                     | Hauptgürtel              |
| (266921) Culhane                       | Hauptgürtel              |
| (35056) Cullers                        | Marsbahnkreuzer          |
| (14348) Cumming                        | Hauptgürtel              |
| (19573) Cummings                       | Hauptgürtel              |
| (11672) Cuney                          | Hauptgürtel              |
| (2226) Cunitza                         | Hauptgürtel              |
| (1754) Cunningham                      | Hauptgürtel              |
| (4183) Cuno                            | Apollo-Typ               |
| (763) Cupido                           | Hauptgürtel              |
| (15017) Cuppy                          | Hauptgürtel              |
| (8656) Cupressus                       | Hauptgürtel              |
| (7126) Cureau                          | Hauptgürtel              |
| (7000) Curie                           | Hauptgürtel              |
| (3898) Curlewis                        | Hauptgürtel              |
| (30441) Curly                          | Hauptgürtel              |
| (32897) Curtharris                     | Marsbahnkreuzer          |
| (3621) Curtis                          | Hauptgürtel              |
| (14232) Curtismiller                   | Hauptgürtel              |
| (48737) Cusinato                       | Hauptgürtel              |
| (33457) Cutillo                        | Hauptgürtel              |
| (9614) Cuvier                          | Hauptgürtel              |
| (1917) Cuyo                            | Amor-Typ                 |
| (8279) Cuzco                           | Hauptgürtel              |
| (23650) Čvančara                       | Hauptgürtel              |
| (403) Cyane                            | Hauptgürtel              |
| (8757) Cyaneus                         | Hauptgürtel              |
| (22701) Cyannaskye                     | Hauptgürtel              |
| (65) Cybele                            | Hauptgürtel              |
| (134329) Cycnos                        | Jupiter-Trojaner         |
| (1106) Cydonia                         | Hauptgürtel              |
| (52975) Cyllarus                       | Zentaur                  |
| (15992) Cynthia                        | Hauptgürtel              |
| (32590) Cynthiachen                    | Hauptgürtel              |
| (14135) Cynthialang                    | Hauptgürtel              |
| (28128) Cynthrossman                   | Hauptgürtel              |
| (3582) Cyrano                          | Hauptgürtel              |
| (6762) Cyrenagoodrich                  | Hauptgürtel              |
| (133) Cyrene                           | Hauptgürtel              |
| (90450) Cyriltyson                     | Hauptgürtel              |
| (7209) Cyrus                           | Hauptgürtel              |
| (142822) Czarapata                     | Hauptgürtel              |
| (2315) Czechoslovakia                  | Hauptgürtel              |
| (6294) Czerny                          | Hauptgürtel              |